# Regina Ernst
Regina Ernst (* 1934 oder 1935) ist eine ehemalige deutsche Schönheitskönigin sowie Fotomodell und Schauspielerin.

## Leben
Sie arbeitete als Verkäuferin in Bad Zwischenahn. 1954 wurde Regina Ernst Miss Nordwestdeutschland und am 20. Juni des Jahres im Kurhaus von Baden-Baden zur Miss Germany gewählt.
Als Preis gewann sie einen Motorroller vom Typ Dürkopp Diana 6V. Dies war ein gekonnter Werbeschachzug: Ein Foto mit ihr und der Maschine wurde bald zu einem der bekanntesten und beliebtesten Werbefotos der Dürkopp-Werke.
Im gleichen Jahr nahm sie in Long Beach (Kalifornien) an der Wahl zur Miss Universe teil und kam bis ins Finale. Sie erreichte Platz 4.
Regina Ernst lebt heute in Osnabrück. 

## Filmografie
- 1988: Der Knick – Die Geschichte einer Wunderheilung (Fernsehfilm)